# Älgtjärnen (Häggdångers socken, Ångermanland)
Älgtjärnen är en sjö i byn Häggsjö i Häggdångers distrikt, Härnösands kommun i Ångermanland och ingår i Gådeåns huvudavrinningsområde. Sjön har en area på 0,132 kvadratkilometer och ligger 110,2 meter över havet.

## Delavrinningsområde
Älgtjärnen ingår i det delavrinningsområde (694427-159712) som SMHI kallar för Utloppet av Älgtjärnen. Medelhöjden är 120 meter över havet och ytan är 0,55 kvadratkilometer. Det finns inga avrinningsområden uppströms utan avrinningsområdet är högsta punkten. Älgtjärnsbäcken, som avvattnar avrinningsområdet och rinner ut i Öjesjön, har biflödesordning 3, vilket innebär att vattnet flödar genom totalt 3 vattendrag innan det når havet efter 19 kilometer. Avrinningsområdet består mestadels av skog (78 procent). Avrinningsområdet har 0,12 kvadratkilometer vattenytor vilket ger det en sjöprocent på 21,6 procent.